# Brandon Lee
Brandon Bruce Lee (kinesiska: 李國豪), född 1 februari 1965 i Oakland, Kalifornien, död 31 mars 1993 i Wilmington, North Carolina, var en amerikansk skådespelare. Han var son till kung fu-skådespelaren Bruce Lee och bror till Shannon Lee. Han hade svenskt påbrå genom sin mor, Linda Lee Cadwell, som hade rötter i bland annat Sverige.
Lee inledde sin karriär med en biroll i Kung Fu: The Movie (1986), därefter syntes han i flera actionfilmer. År 1993 blev han skjuten av misstag under inspelningen av The Crow och dog. Efter dödsfallet gjorde man klart filmen genom att använda stuntmän och specialeffekter.

## Biografi

### Bakgrund och familj

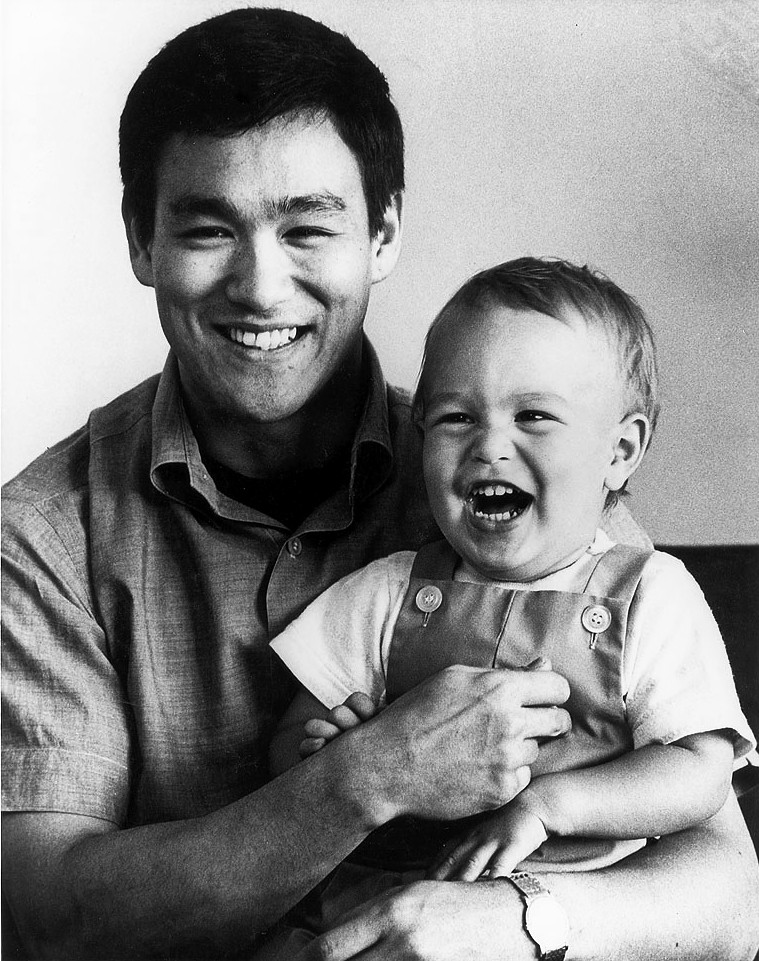
Brandon Lee med sin far, 1966.

Brandon Lee föddes i Oakland, Kalifornien, son till Bruce Lee och Linda Emery. En vecka efter hans födelse dog hans farfar Lee Hoi-Chuen, och när han var endast åtta år gammal, förlorade han sin far. Hans far dog av hjärnödem i Hongkong under mystiska omständigheter. Som barn bodde han i Oakland, Los Angeles och Hongkong.
Som tonåring hamnade han ofta i trubbel och hoppade av gymnasiet flera gånger. Vid 18 års ålder lämnade han Los Angeles och tillbringade ett år vid Emerson College i Boston där han studerade drama. Efter detta flyttade Lee till New York och tog teaterlektioner vid Lee Strasberg Theatre.
1990 träffades Lee och assistenten Eliza "Lisa" Hutton som arbetade vid Renny Harlins kontor. De flyttade ihop i början av 1991 och förlovade sig i oktober 1992. Paret skulle ha gift sig efter att The Crow var färdigfilmad, den 17 april 1993 i Ensenada, Mexiko.

### Karriär
1986 fick Lee sin första roll i Kung Fu: The Movie, en TV-film, som är fortsättningen på TV-serien Kung Fu. Han spelade tillsammans med David Carradine. Samma år fick Lee också sin första ledande filmroll i den kantonesiska filmen Legacy of Rage. För sin roll blev han nominerad för en Hong Kong Film Award i kategorin "bästa nya skådespelare". Året därpå var han med i Kung Fu: The Next Generation, som är en annan fortsättning på Kung Fu. 1988 var han med i ett avsnitt i TV-serien Ohara och spelade tillsammans med Pat Morita. Även detta år fick han huvudrollen i B-filmen Laser Mission.
1991 spelade han med Dolph Lundgren i filmen Showdown in Little Tokyo och skrev på ett avtal med 20th Century Fox. 1992 släpptes filmen Rapid Fire, som var producerad av filmbolaget. Det var planerat att han skulle gjort två till filmer för dem. 1993 fick Lee rollen som Eric Draven i The Crow, vilket blev hans sista film. För sin roll blev han nominerad för en MTV Movie Awards i kategorin "bästa manliga prestation".

### Död
Lee dog under inspelningen av filmen The Crow. Enligt polisutredningen hade en kula fastnat i loppet på en revolver som skulle användas vid filminspelningen. När pistolen sedan laddades med lös ammunition och avfyrades ska kulan ha lossnat av trycket och dödat Lee. Brandon ligger begravd på Lake View Cemetery i Seattle, bredvid sin far.
Händelsen inträffade på morgonen den 31 mars 1993. Denna morgon skulle man spela in scenen där Brandon Lees karaktär, Eric Draven, skulle bli brutalt mördad av ett gäng brottslingar. Skådespelaren Michael Massee, som spelade brottslingen Funboy, sköt mot Lee med en revolver laddad med lösa skott. Genom slarv hade man glömt att rengöra pistolen inför denna scen så ett fragment av ett lösskott, som man tidigare använt för närbilder, flög iväg och träffade Lee.

### Eftermäle

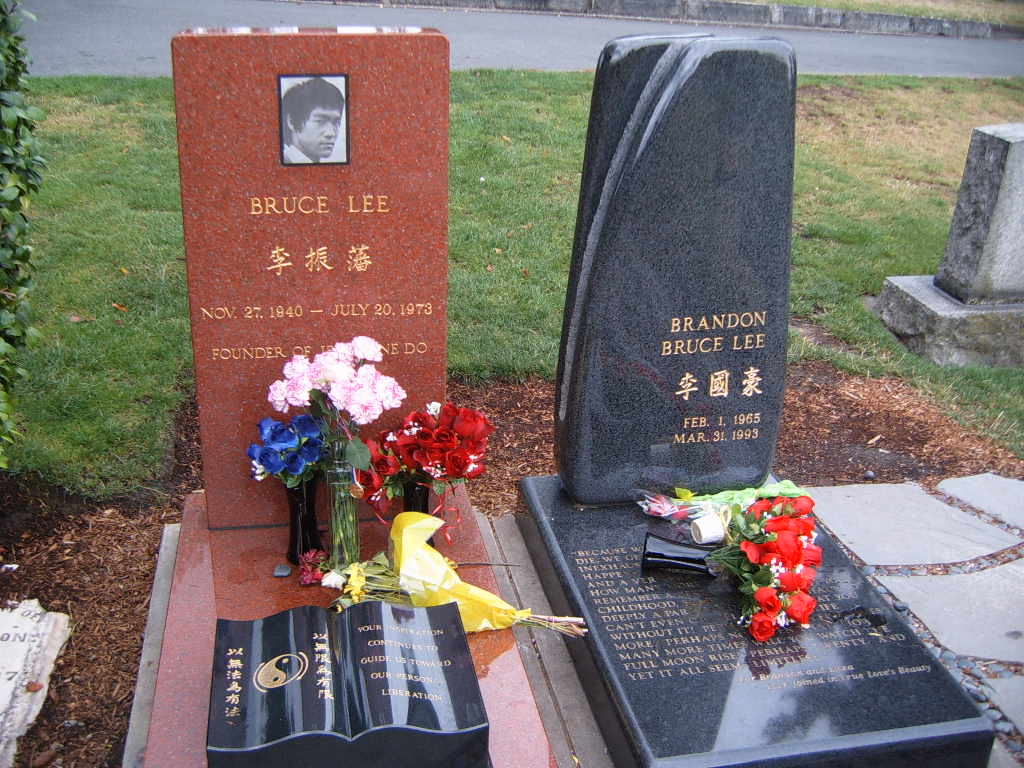
Graven för Brandon Lee och hans far.

Efter hans död gjorde man klart The Crow och för att slutföra filmen använde man stuntmännen Tchad Stahelski och Jeff Cadiente. Specialeffekter användes för att ge dem Lees ansikte. Den släpptes i maj 1994 och blev en stor succé. Filmen är tillägnad Brandon Lee och hans fästmö Eliza.

I en intervju strax före sin död citerade Lee ett stycke från Paul Bowles bok, Den skyddande himlen. Stycket är nu inskrivet på hans gravsten: 
| ” | Because we do not know when we will die, we get to think of life as an inexhaustible well, and yet everything happens only a certain number of times . How many more times will you remember a certain afternoon of your childhood that is so deeply a part of your being you can't even conceive of your life without it? Perhaps four or five times more? Perhaps not even that. How many more times will you watch the full moon rise? Perhaps, twenty. And yet it all seems limitless. | „ |

Två månader efter Lees död släpptes Dragon - historien om Bruce Lee, en filmbiografi om hans far. Jason Scott Lee (inget släktskap) spelar fadern. Filmen är också tillägnad Brandon.
2000, sju år efter Lees död, släpptes den svenska filmen Sex, lögner & videovåld där Lee har en cameoroll. Sin cameo hade Lee filmat 1992 när han marknadsförde Rapid Fire i Sverige. Även denna film är tillägnad Brandon Lee.

## Filmografi

### Film
| År   | Titel                    | Roll          | Anmärkning                          |
| ---- | ------------------------ | ------------- | ----------------------------------- |
| 1986 | Legacy of Rage           | Brandon Ma    | Alternativ titel: Long Zai Jiang Hu |
| 1990 | Laser Mission            | Michael Gold  | Alternativ titel: Mercenary Man     |
| 1991 | Showdown in Little Tokyo | Johnny Murata |                                     |
| 1992 | Rapid Fire               | Jake Lo       |                                     |
| 1994 | The Crow                 | Eric Draven   |                                     |
| 2000 | Sex, lögner & videovåld  | Cameo         | Färdigställd först 2000.            |

### TV
| År   | Titel                        | Roll         | Anmärkning                     |
| ---- | ---------------------------- | ------------ | ------------------------------ |
| 1986 | Kung Fu: The Movie           | Chung Wang   | TV-film                        |
| 1987 | Kung Fu: The Next Generation | Johnny Caine | Pilotavsnittet                 |
| 1988 | Ohara                        | Kenji        | Avsnittet: "What's in a Name?" |

## Priser
| År   | Resultat  | Pris                 | Kategori                 | Film           |
| ---- | --------- | -------------------- | ------------------------ | -------------- |
| 1987 | Nominerad | Hong Kong Film Award | Bästa nya skådespelare   | Legacy of Rage |
| 1995 | Nominerad | MTV Movie Awards     | Bästa manliga prestation | The Crow       |